# Kronwinkl (Eching)
Kronwinkl ist ein Gemeindeteil der Gemeinde Eching im niederbayerischen Landkreis Landshut. 

## Lage
Das Kirchdorf Kronwinkl mit dem weithin sichtbaren Schloss liegt am Rande des Isartals etwa einen Kilometer südwestlich von Eching.

## Geschichte
In den ältesten Urkunden lautet der Name des Ortes „Chrauninchl“, im Jahr 1531 schrieb man „Kranwinkhl“. Dies beweist die Inschrift auf einem Grabstein in der Pfarrkirche zu Eching: „Graf von Altenpreysing, genannt Kranwinkhl“. Das ursprünglich Altenpreysing genannte Schloss ist der Stammsitz der seit dem frühen Mittelalter in der Gegend beheimateten bedeutenden Adelsfamilie Preysing. Am 6. Mai 1472 empfing Jörg von Preysing, Herr zu Wolnzach, von Abt Konrad das Schloss zu Lehen. Seit dem 17. Jahrhundert trägt es den Namen der umliegenden Ortschaft Kronwinkl.
Die Hofmark Kronwinkl ging im 17. Jahrhundert in den Besitz der Preysing von Hohenaschau über, die 1664 in den Reichsgrafenstand erhoben wurden. In der unteren Schlosskirche St. Stephan, die von 1471 bis 1957 das Benefizium der Grafen von Preysing war, wurde während des Dreißigjährigen Krieges 1632 ein feindlicher Soldat aus den Reihen der Schweden trotz des gewährten Asylrechts von gräflichen Untertanen ergriffen, ins Freie gezerrt und getötet. Die Kirche wurde danach vernachlässigt und verfiel. Die bestehende Kirche wurde von der Familie im Stil des späten Barocks neu erbaut und am 3. Juni 1768 dem heiligen Stephanus geweiht.
1830 kam Kronwinkl durch Kauf in den Besitz der Linie Moos und nach deren Aussterben 1836 an die Linie Preysing-Lichtenegg. Bis heute ist das Schloss Familiensitz der Grafen Preysing. Die Gemeinde Kronwinkl wurde im Zuge der Gebietsreform am 1. Oktober 1970 in die Gemeinde Eching eingegliedert.

## Baudenkmäler
- Schloss Kronwinkl. Die Rechteckanlage am Isarhochufer ist die Stammburg derer von Preysing. Der Bergfried aus dem 12./13. Jahrhundert birgt die Schlosskapelle St. Antonius von Padua aus dem Jahr 1673. Im 16. und 17. Jahrhundert entstanden die Wohnbauten an der gotischen Ringmauer. Der englische Schlosspark wurde im 19. Jahrhundert angelegt.
- Kirche St. Stephanus. Die barocke Saalkirche von 1768 besitzt ein spätgotisches Turmunterteil. Das Altarblatt des Rokokohochaltars zeigt Maria mit dem Kind.

## Bildung und Erziehung
- Grundschule Kronwinkl[2]
- Mittelschule Kronwinkl[3]

## Vereine
- Freiwillige Feuerwehr Kronwinkl
- Schützengesellschaft Kronwinkl
- TSV Kronwinkl. Er wurde am 4. Februar 1968 gegründet.